# Ріба-Роджа-де-Турія
Ріба-Роха-де-Турія, Рібарроха-дель-Турія (валенс. Riba-roja de Túria (офіційна назва), ісп. Ribarroja del Turia) — муніципалітет в Іспанії, у складі автономної спільноти Валенсія, у провінції Валенсія. Населення — 20 755 осіб (2010).

## Географія
Муніципалітет розташований на відстані близько 280 км на схід від Мадрида, 18 км на північний захід від Валенсії.
На території муніципалітету розташовані такі населені пункти: (дані про населення за 2010 рік)
- Монте-Альседо: 2169 осіб
- Ріба-Роха-де-Турія: 16797 осіб
- Вентас-дель-Пойо: 104 особи
- Гальїпонт: 607 осіб
- Ресіденсьяль-Рева: 1075 осіб
- Полігоно-Індустріаль-Сур: 3 особи
- Полігоно-Індустріаль-Есте: 0 осіб

## Демографія
Динаміка населення (INE ):